# U-19 (1936)
U-19 — малая подводная лодка типа IIB, времён Второй мировой войны. Заказ на постройку был отдан 2 февраля 1935 года. Лодка была заложена на верфи судостроительной компании Germaniawerft, Киль 20 июля 1935 года под заводским номером 549. Спущена на воду 21 декабря 1935 года. 16 января 1936 года принята на вооружение и, под командованием капитан-лейтенанта Виктора Шютце вошла в состав 1-й флотилии.

## История службы
Совершила 20 боевых походов, из них 11 — на Чёрном море, потопила 14 судов (35 430 брт) и один боевой корабль (448 т).
В начале войны по железной дороге и через Дунай была перевезена в Констанцу и 1 октября 1942 года вошла в состав черноморской 30-й флотилии.
Затоплена 11 сентября 1944 года собственным экипажем у берегов Турции, в районе с координатами 41°34′ с. ш. 31°50′ в. д.. На U-19 не погибло ни одного члена экипажа.
3 февраля 2008 года газета The Daily Telegraph сообщила, что турецкий морской инженер Selçuk Kolay обнаружил U-20 и U-23. Также он считает, что он близок к обнаружению места затопления U-19, на глубине более чем 1000 футов (300 м) в 3 миль (4,8 км) от турецкого города Зонгулдак.

## История боевых походов

### 1-й, 2-й и 3-й походы
Первые три похода U-19 заключались в переходах между Вильгельмсхафен и Килем через Северное море. Также было совершено несколько коротких переходов, один из которых привел её на восточное побережье Англии рядом с заливом Уош.

### 4-й и 5-й походы
18 ноября 1939 года миной потопила Carica Milica в 3,5 миль (5,6 км) от Shipwash Lightship, (юго-восточнее Олдборо).
4 января 1940 года U-19 вышла из Вильгельмсхафена. 9-го потопила Manx к северу от Киннард Хед, возле Фрейзерборо в Шотландии. Встала в док в Киле 12-го.

### 6-й — 9-й походы
23 января 1940 года лодка добилась дальнейшего успеха потопив Battanglia к юго-востоку от острова Фарн и Gudveig в 4,5 миль (7,2 км) восточнее Лонгстонского маяка (севернее Ньюкасла).
Далее последовала череда потопленных кораблей, включая Charkow 19 марта 1940 года и Bothal 20 марта.
После этого лодка посуху и через Дунай была перевезена на Чёрное море.

### 10-й поход
21 января 1943 года вышла из румынского порта Констанца (где она базировалась до окончания своей карьеры).
13 февраля лодка была атакована четырьмя неопознанными самолётами из Геленджика, нанесшими минимальные повреждения.

### 11-й и 12-й походы
27 марта 1943 года поход был прерван в связи с проблемами с корабельным двигателем.
Между Туапсе и Поти заболел один из членов экипажа. 28 апреля 1943 года он был транспортирован на торпедный катер S-51 из Новороссийска.

### 13-й поход
Это мероприятие было официально разделено на три части. 10 июня 1943 года покинув Констанцу, уже 11 июня лодка вернулась в связи с дефектом в клапане выхлопной системы, перезаправившись в Феодосии.

Вторая часть была наиболее длинной и, начавшись 16 июня в Констанце, закончилась 7 июля в Феодосии.

Третья часть была немногим сложнее упражнения по плаванию из Феодосии в Констанцу и продолжалось всего два дня.

### 14-й поход
Этот поход также был раздельным. Первый сегмент был омрачен вторым заболевшим членом экипажа, которого пришлось перевести на U-20. А U-19 прибыла в Феодосию для пополнения припасов.

Вторая часть заключалась в привлечении лодки в качестве элемента патрульной линии, вместе с U-23 и U-24. Однако и это действие для U-19 было прервано досрочно в связи с проблемами с перископом.

### 15-й — 19-й походы
Эти выходы покрывали бо́льшую часть Чёрного моря, но были относительно небогаты событиями.

### 20-й поход
25 августа 1944 года U-19 отбыла из Констанцы.
2 сентября она потопила советский минный тральщик БТЩ-410 Взрыв (№ 25). СССР использовал этот инцидент как повод для блокирования румынского флота. В инциденте 7 сентября капитан был ранен и командование лодкой принял старший помощник.

## Командиры
- 16 января 1936 года — 30 сентября 1937 года — капитан-лейтенант Виктор Шютце (нем. Kapitänleutnant Viktor Schütze) (Кавалер Рыцарского Железного креста)
- 30 сентября 1935 года — 1 ноября 1939 года — обер-лейтенант цур зее Ганс Меккель (нем. Oberleutnant zur See Hans Meckel)
- 2 ноября 1939 года — 2 января 1940 года — капитан-лейтенант Вильгельм Мюллер-Арнеке (нем. Kapitänleutnant Wilhelm Müller-Arnecke)
- 3 января 1940 года — 30 апреля 1940 года — капитан-лейтенант Йоахим Шепке (нем. Kapitänleutnant Joachim Schepke) (Кавалер Рыцарского Железного креста)
- 1 мая 1940 года — 19 июня 1940 года — капитан-лейтенант Уилфрид Преллберг (нем. Kapitänleutnant Wilfried Prellberg)
- 20 июня 1940 года — 20 октября 1940 года — капитан-лейтенант Питер Лохмейер (нем. Kapitänleutnant Peter Lohmeyer)
- 21 октября 1940 года — 8 ноября 1940 года — обер-лейтенант цур зее Вольфганг Кауфманн (нем. Oberleutnant zur See Wolfgang Kaufmann)
- 8 ноября 1940 года — 31 мая 1941 года — капитан-лейтенант Рудольф Шендель (нем. Kapitänleutnant Rudolf Schendel)
- 1 июня 1941 года — февраль 1942 года — обер-лейтенант цур зее Герхард Литтершейд (нем. Oberleutnant zur See Gerhard Litterscheid)
- 16 декабря 1941 года — 2 декабря 1943 года — обер-лейтенант цур зее (с 1 октября 1943 года капитан-лейтенант) Ганс-Людвиг Гауде (нем. Oberleutnant zur See Hans-Ludwig Gaude)
- 3 декабря 1943 года — 6 сентября 1944 года — обер-лейтенант цур зее Вилли Оленбург (нем. Oberleutnant zur See Willy Ohlenburg)
- 7 сентября 1944 года — 11 сентября 1944 года — лейтенант цур зее (с 10 сентября 1944 года обер-лейтенант) Хуберт Верпоортен (нем. Leutnant zur See Hubert Verpoorten)

## Флотилии
- 16 января 1936 года — 30 апреля 1940 года — 1-я флотилия
- 1 мая 1940 года — 30 июня 1940 года — 1. U-Ausbildungsflottille Flotilla (учебная лодка)
- 1 июля 1940 года — 18 декабря 1940 года — 24-я флотилия (учебная лодка)
- 19 декабря 1940 года — 1 мая 1942 года — 22-я флотилия (учебная лодка)
- 1 октября 1942 года — 11 сентября 1944 года — черноморская 30-я флотилия

## Потопленные суда
| Название                  | Тип              | Принадлежность | Дата                 | Тоннаж (брт) | Груз                          | Судьба          | Место                     |
| ------------------------- | ---------------- | -------------- | -------------------- | ------------ | ----------------------------- | --------------- | ------------------------- |
| Deodata                   | танкер           | Норвегия       | 21 октября 1939 года | 3 295        | в балласте                    | потоплен (мина) | 53°20′ с. ш. 00°38′ в. д. |
| Capitaine Edmond Laborie  | грузовое судно   | Франция        | 21 октября 1939 года | 3 087        | в балласте                    | потоплен (мина) | 53°19′ с. ш. 00°38′ в. д. |
| Konstantinos Hadjipateras | грузовое судно   | Греция         | 24 октября 1939 года | 5 962        | 8 412 тонн металлолома        | потоплен (мина) | 53°18′ с. ш. 00°37′ в. д. |
| Carica Milica             | грузовое судно   | Югославия      | 18 ноября 1939 года  | 6 371        | уголь                         | потоплен (мина) | 52°05′ с. ш. 01°41′ в. д. |
| Manx                      | грузовое судно   | Норвегия       | 9 января 1940 года   | 1 343        | уголь                         | потоплен        | 58°30′ с. ш. 01°33′ з. д. |
| Pluto                     | грузовое судно   | Норвегия       | 23 января 1940 года  | 1 343        | уголь                         | потоплен        | 55°35′ с. ш. 01°27′ з. д. |
| Battanglia                | грузовое судно   | Великобритания | 23 января 1940 года  | 1 523        | 1 930 тонн генерального груза | потоплен        | 55°35′ с. ш. 01°27′ з. д. |
| Everene                   | грузовое судно   | Латвия         | 25 января 1940 года  | 4 434        | -                             | потоплен        | 55°42′ с. ш. 01°30′ з. д. |
| Gudveig                   | грузовое судно   | Норвегия       | 25 января 1940 года  | 1 300        | уголь                         | потоплен        | 55°42′ с. ш. 01°30′ з. д. |
| Charkow                   | грузовое судно   | Дания          | 19 марта 1940 года   | 1 026        | в балласте                    | потоплен        | 58°07′ с. ш. 02°39′ з. д. |
| Minsk                     | грузовое судно   | Дания          | 19 марта 1940 года   | 1 229        | в балласте                    | потоплен        | 58°07′ с. ш. 02°39′ з. д. |
| Viking                    | грузовое судно   | Дания          | 20 марта 1940 года   | 1 153        | в балласте                    | потоплен        | 58°21′ с. ш. 02°22′ з. д. |
| Bothal                    | грузовое судно   | Дания          | 20 марта 1940 года   | 2 109        | в балласте                    | потоплен        | 58°21′ с. ш. 02°22′ з. д. |
| Баржа (№ 75)              | баржа            | СССР           | 27 июня 1944 года    | 1 000        | -                             | потоплен        | 44°05′ с. ш. 38°30′ в. д. |
| БТЩ-410 Взрыв (№ 25)      | Базовый тральщик | СССР           | 2 сентября 1944 года | 441          | -                             | потоплен        | 43°31′ с. ш. 29°07′ в. д. |